# Феофил (Богоявленский)
Архиепи́скоп Фео́фил (в миру Гаврии́л Серге́евич Богоявле́нский; 25 марта 1886 — май 1933, Краснодар) — епископ Русской Церкви, епископ Кубанский и Черноморский.

## Биография
Окончил Тульскую духовную семинарию, поступил Московскую духовную академию.
В академии пострижен в монашество и возведён в сан иеромонаха.
В 1911 году окончил МДА со степенью кандидата богословия.
С 1911 года — помощник смотрителя Соликамского духовного училища.
С 12 июля 1912 года — смотритель Пермского духовного училища.
С 18 октября 1914 года — член Саратовской духовной консистории, архимандрит.
C 1919 года — настоятель Новоторжского Борисоглебского монастыря.

### Архиерей
8 марта 1920 года хиротонисан во епископа Новоторжского, викария Тверской епархии.
В 1921 году был арестован по обвинению в контрреволюционной деятельности, но оправдан.
В начале 1922 года на заседании Синода рассматривался вопрос о переводе епископа Феофила в Пензенскую епархию. Инициатором перемещения выступил тверской архиепископ Тверской Серафим (Александров). Административное решение, принятое без учёта интересов верующих, вызвало протест православных Новоторжского викариата. В январе 1922 года к Патриарху Тихону была отправлена делегация с просьбой отменить постановление о переводе епископа Феофила в Пензу, на что был получен отказ. После этого на собрании представителей верующих г. Торжка и уезда, состоявшемся 30 января 1922 года, было принято решение «не отпускать епископа Феофила» и «не принимать никакого нового кандидата на Новоторжскую кафедру». Патриарху был предъявлен ультиматум: «Всякие репрессии, направленные против нашего владыки пр[еосвященного] Феофила возбудят среди верующих нежелательные религиозные восстания против высшей церковной власти». Помимо письменных требований, депутаты, отправившиеся в Москву довести до сведения патриарха решение собрания, имели устный наказ, который должны были изложить «в случае надобности». Столкнувшись с консолидированной позицией верующих, церковное руководство вынуждено было отказаться от принятого решения.
В 1923 году выслан в Зырянский край в посёлок Усть-Кулом. Находился в ссылке до 1925 году, затем вернулся в Торжок.
С 1927 года — епископ Кубанский и Черноморский.
В 1930 года был арестован по обвинению в антисоветской деятельности, отправлен в Москву, где находился в Бутырской тюрьме. Освобождён 1 января 1931 года по ходатайству Заместителя Патриаршего местоблюстителя митрополита Сергия (Страгородского).
Был возведён в сан архиепископа. Сторонник митрополита Сергия (Страгородского), поддержал его Декларацию 1927 года. Был мягким и тактичным человеком. Особое внимание уделял церковному благолепию. После его ареста были изъяты 43 облачения и 12 митр. Из них в швейных мастерских ОГПУ были сшиты летние шапочки — так называемые «тюбетейки».

### Последний арест и мученическая кончина
Был арестован 24 января 1933 года. Обвинён в организации антисоветской деятельности, поддержке и рукоположении странствующих священнослужителей, тайных рукоположениях монахов Драндского монастыря (Абхазия), поддержке антисоветски настроенных священнослужителей и др. В тюрьме владыка Феофил заболел сыпным тифом, был насильно обрит. Из тюремной больницы тяжело больного владыку сотрудники ОГПУ увезли в неизвестном направлении и без вещей — судя по всему, на расстрел.
Был расстрелян по постановлению «тройки» при ПП ОГПУ СКК и ДССР от 8 апреля 1933 года. Вместе с ним были расстреляны его келейник, иеромонах Аркадий (в миру Павел Алексеевич Кобяков) (1901-1933) и ряд других представителей кубанского духовенства и прихожан:
- Протоиерей Аполлоний Михайлович Темномеров (1867-1933).
- Протоиерей Михаил Георгиевич Кодацкий (1885-1933).
- Протоиерей Яков Михайлович Гаевский (1875-1933).
- Протоиерей Андрей Андрианович Нарижняк (1878-1933)
- Протоиерей Иван Григорьевич Сахаров (1875-1933).
- Священник Пётр Алексеевич Голощапов (1891-1933).
- Монахиня Любовь (в миру Дарья Даниловна Дубовая) (1881-1933).
- Монахиня Досифея (в миру Домникия Трофимовна Пивоварова) (1861-1933).
- Монахиня Евпраксия (в миру Ефросиния Михайловна Лосьева) (1866-1933).
- Михаил Маркианович Грибинский (1864-1933) — статский советник, бывший обер-секретарь Св. Синода.
- Дмитрий Григорьевич Виноградов (1883-1933) — псаломщик, бывший офицер белой армии.
- Владимир Демьянович Кодацкий (1899-1933) — церковный регент.
- Алексей Георгиевич Кодацкий (1888-1933) — бывший участник белого движения в 1918.
- Иван Андреевич Семёнов (1891-1933) — прихожанин, окончил техническое училище.
- Елена Константиновна Мудрая (1885-1933) — вдова полковника белой армии.
- Софья Яковлевна Слученко (1875-1933) — дочь священника.